# Elecciones parlamentarias de Noruega de 1973
Las elecciones parlamentarias de Noruega fueron realizadas entre el 9 y el 10 de septiembre de 1973. El Partido Laborista se posicionó como el partido más grande, obteniendo 62 de los 155 escaños en el Storting.

## Resultados
| Partido                              | Votos     | %    | Escaños | +/–   |
| ------------------------------------ | --------- | ---- | ------- | ----- |
| Partido Laborista                    | 759.499   | 35.3 | 62      | –12   |
| Høyre                                | 370.370   | 17.2 | 29      | 0     |
| Partido Demócrata Cristiano          | 255.456   | 11.9 | 20      | +6    |
| Partido de la Izquierda Socialista   | 241.851   | 11.2 | 16      | +16   |
| Partido del Centro                   | 146.312   | 6.8  | 21      | +1    |
| Partido del Progreso                 | 107.784   | 5.0  | 4       | Nuevo |
| Centristas-Liberales                 | 97.639    | 4.5  | *       | –     |
| Nuevo Partido Popular                | 73.854    | 3.4  | 1       | Nuevo |
| Venstre                              | 49.668    | 2.3  | 2       | –11   |
| Centristas-Liberales-Cristianos      | 21.783    | 1.0  | **      | –     |
| Alianza Electoral Roja               | 9.360     | 0.4  | 0       | Nuevo |
| Conservadores-Cristianos             | 8.669     | 0.4  | ***     | –     |
| Partido del Ciudadano Común          | 5.113     | 0.2  | 0       | Nuevo |
| Partido Democrático                  | 2.125     | 0.1  | 0       | 0     |
| Diputados por la Liberación Femenina | 1.866     | 0.1  | 0       | Nuevo |
| Lista Popular Lapp                   | 849       | 0.0  | 0       | 0     |
| Otros partidos                       | 6         | 0.0  | 0       | –     |
| Votos en blanco/nulos                | 3.530     | –    | –       | –     |
| Total                                | 2.155.734 | 100  | 155     | +5    |
| Participación electoral              | 2.686.676 | 80.2 | –       | –     |
| Fuente: Nohlen & Stöver              |           |      |         |       |

* La lista conjunta del Partido del Centro y el Partido Liberal obtuvieron 7 escaños, seis adquiridos por los centristas y uno para los liberales.
** La lista conjunta del Partido del Centro, el Partido Liberal y el Partido Demócrata Cristiano ganó tres escaños, dos para los centristas y uno para los demócratas cristianos.
*** La lista conjunta del Partido Conservador y el Partido Demócrata Cristiano, no logró obtener ningún escaño.